# Помельцево
Помельцево — деревня в Куйбышевском районе Новосибирской области. Входит в состав Октябрьского сельсовета.

## География
Площадь деревни — 35 гектаров.

## История
В 1926 году состояла из 55 хозяйств, основное население — русские. В составе Кисилёвского сельсовета Барабинского района Барабинского округа Сибирского края.

## Население
| 1926 | 2002 | 2007 | 2010 |
| ---- | ---- | ---- | ---- |
| 253  | ↘228 | ↗300 | ↘213 |

## Инфраструктура
В деревне по данным на 2007 год функционируют одно учреждение здравоохранения и одно учреждение образования.